# Most Koniawski
Most Koniawski – jednojezdniowy dwupasmowy most drogowy przez Kanał Ulgi. Most o żelbetonowej konstrukcji został zbudowany w miejscu starej drewnianej przeprawy, która spłonęła w nocy z 17 na 18 września 1913 roku.